# Saison 1 des Aventures de la tour Wayne
Chronologie
Saison 2
Cet article présente les épisodes de la première saison de la série d'animation américaine Les Aventures de la tour Wayne (Welcome to the Wayne) diffusée du 24 juillet 2017 au 26 octobre 2018 sur Nickelodeon.
En France, la première saison est diffusée du 1er janvier 2018 au 25 mai 2018 sur Nickelodeon France.

## Épisodes

### Épisode 1:Debout c'est l'heure, paresseux!
- États-Unis : 24 juillet 2017 sur Nickelodeon
- France : 1er janvier 2018 sur Nickelodeon France

### Épisode 2:Comme un oiseau très rigolo
- États-Unis : 25 juillet 2017 sur Nickelodeon
- France : 2 janvier 2018 sur Nickelodeon France

### Épisode 3:Postez nos cartes, pigeons!
- États-Unis : 26 juillet 2017 sur Nickelodeon
- France : 3 janvier 2018 sur Nickelodeon France

### Épisode 4:Aujourd'hui, c'était Wenorme!
- États-Unis : 27 juillet 2017 sur Nickelodeon
- France : 4 janvier 2018 sur Nickelodeon France

### Épisode 5:Comme un Api-baleinier danseur de claquettes
- États-Unis : 28 juillet 2017 sur Nickelodeon
- France : 5 janvier 2018 sur Nickelodeon France

### Épisode 6:Le meilleur marché du monde
- États-Unis : 18 septembre 2017 sur Nickelodeon
- France : 8 janvier 2018 sur Nickelodeon France

### Épisode 7:Le klaxon de la Binklemobile
- États-Unis : 19 septembre 2017 sur Nickelodeon
- France : 9 janvier 2018 sur Nickelodeon France

### Épisode 8:Le Poisson de l'espace
- États-Unis : 20 septembre 2017 sur Nickelodeon
- France : 10 janvier 2018 sur Nickelodeon France

### Épisode 9:Paire de Normains
- États-Unis : 21 septembre 2017 sur Nickelodeon
- France : 11 janvier 2018 sur Nickelodeon France

### Épisode 10:Le Final du milieu de saison
- États-Unis : 15 octobre 2018 sur Nicktoons
- France : 12 janvier 2018 sur Nickelodeon France

### Épisode 11:Envoie la musique, Ratclif!
- États-Unis : 16 octobre 2018 sur Nicktoons
- France : 14 mai 2018 sur Nickelodeon France

### Épisode 12:Bing, bong, balle de ping-pong
- États-Unis : 17 octobre 2018 sur Nicktoons
- France : 15 mai 2018 sur Nickelodeon France

### Épisode 13:La boum-brocante
- États-Unis : 18 octobre 2018 sur Nicktoons
- France : 16 mai 2018 sur Nickelodeon France

### Épisode 14:8:08:08
- États-Unis : 19 octobre 2018 sur Nicktoons
- France : 17 mai 2018 sur Nickelodeon France

### Épisode 15:Fluxe
- États-Unis : 22 octobre 2018 sur Nicktoons
- France : 18 mai 2018 sur Nickelodeon France

### Épisode 16:C'est quand le goûter?
- États-Unis : 23 octobre 2018 sur Nicktoons
- France : 21 mai 2018 sur Nickelodeon France

### Épisode 17:Arrête de faire le guignol et cherche la bestiole!
- États-Unis : 24 octobre 2018 sur Nicktoons
- France : 22 mai 2018 sur Nickelodeon France

### Épisode 18:Gygemblaient dans les vabes
- États-Unis : 25 octobre 2018 sur Nicktoons
- France : 23 mai 2018 sur Nickelodeon France

### Épisode 19:Gardez le nez à l'œil
- États-Unis : 26 octobre 2018 sur Nicktoons
- France : 24 mai 2018 sur Nickelodeon France

### Épisode 20:Voilà Glamsterdam
- États-Unis : 26 octobre 2018 sur Nicktoons
- France : 25 mai 2018 sur Nickelodeon France